# Ivor Williams
Pour les articles homonymes, voir Williams.
Ivor Williams (Londres, 15 mars 1908 - Cardiff, 4 décembre 1982) était un peintre gallois.

## Biographie
Né à Londres, il était le fils du peintre gallois Christopher Williams et d'Emily Appleyard (sœur de Fred Appleyard). Il épousa Elizabeth Pocock avec laquelle il eut quatre filles, dont l'artiste Annie Williams et la potière Sophia Hughes.
Ses œuvres figurent dans différentes collections galloises, dont celles du Musée national du pays de Galles, de la Bibliothèque nationale du pays de Galles, du Newport Civic Centre, du château de Cyfarthfa, de l'université d'Aberystwyth, de l'université de Bangor et université du pays de Galles (Lampeter).
Toute sa vie fut consacrée au développement et à la promotion de l'art au pays de Galles. Ivor Williams est mort à Cardiff à l'âge de 74 ans.

## Principales œuvres
- Le Field-Marshal Montgomery recevant la liberté de la Cité de Newport (1945) [aujourd'hui dans la salle du conseil du Newport Civic Centre],
- The Welch Regiment receiving the freedom of the City of Cardiff (1950),
- Sir Winston Churchill receiving the freedom of the City of Cardiff (1956)
- The Investiture of the Prince of Wales at Caernarfon Castle (1969).

Sujets religieux
- The Healing of the Sick of the Palsy (1951–4) [visible à l'université d'Aberystwyth],
- The Leaping Beggar (1960–61),
- The Raising of Lazarus (1967–9) [tous deux visibles à l'université de Bangor],
- The Return of the Prodigal Son.